# Michal Reichl
Michal Reichl (* 14. září 1992) je český profesionální fotbalový brankář, který chytá za český klub Bohemians Praha 1905. Je také bývalým českým mládežnickým reprezentantem.

## Klubová kariéra
Olomoucký odchovanec Michal Reichl začal svou profesionální kariéru ve Valašském Meziříčí. Do A-týmu Sigmy přestoupil po špatné sérii týmu na podzim 2014, v sezóně 2014/15 české druhé ligy a vychytal 8 ligových výher v řadě.
V roce 2021 Reichl zamířil do Hradce Králové.
V lednu 2022 odešel na půlroční hostování do Dukly Praha.
Reichl zamířil v červnu 2023 z Hradce Králové do Bohemians Praha 1905. Oba kluby informovaly na svých sociálních sítích.

## Reprezentační kariéra
Michal Reichl debutoval 24. 4. 2013 pod trenérem Jakubem Dovalilem v českém reprezentačním výběru U21 v přátelském střetnutí proti Slovensku (výhra 1:0).
Trenér Dovalil jej nominoval na domácí Mistrovství Evropy hráčů do 21 let 2015 konané v Praze, Olomouci a Uherském Hradišti. Na turnaji byl třetím brankářem, nezasáhl do žádného zápasu.